# تپه اطراف شهر سوخته ۳۴۲
تپه اطراف شهر سوخته شماره ۳۴۲ مربوط به هزاره سوم قبل از میلاد است و در شهرستان زابل، بخش شیب آب، دهستان لوتک، روستای حومه شهر سوخته، ۹ کیلومتری جنوب شهر پایگاه باستان‌شناسی واقع شده و این اثر در تاریخ ۲۸ اسفند ۱۳۸۵ با شمارهٔ ثبت ۱۸۹۷۹ به‌عنوان یکی از آثار ملی ایران به ثبت رسیده است.